# Del Rey Manga
Del Rey Manga (デルレイ, Derurei) était le label d'édition de mangas de Del Rey Books, une branche de Ballantine Books, qui elle-même fait partie de Random House, la division d'édition de Bertelsmann. Del Rey Manga a été créé dans le cadre d'une relation inter-éditeurs avec l'éditeur japonais Kodansha. Certains titres publiés par Del Rey, comme Tsubasa Chronicle et xxxHolic sont publiés au Royaume-Uni par Tanoshimi. Tricia Narwani, chargé d'édition à Del Rey, a déclaré que « Del Rey trouve le plus grand potentiel possible à travers les conventions et les contacts professionnels existants ».
Le 4 octobre 2010, Kodansha et Random House ont annoncé que la division américaine de Kodansha prendra le relais de la publication sur tous les titres Del Rey Manga, ainsi que sur leurs propres mangas. Ainsi, à partir du 1er décembre 2010, Random House devient alors la maison d'édition qui reprit les décisions de distributions marketing, ainsi que les ventes.

## Publications
Del Rey a fait ses débuts en mai 2004 avec l'édition de quatre titres de manga :
- Mobile Suit Gundam Seed (Kidō Senshi Gundam SEED) - par Masatsugu Iwase
- Negima! (Mahō Sensei Negima!) - par Ken Akamatsu
- Tsubasa: Reservoir Chronicle - par CLAMP
- xxxHolic - par CLAMP

Il est, dès lors, publié une grande diversité de titres :
- A Perfect Day for Love Letters (Koibumi Biyori) - par George Asakura
- Air Gear - par Oh! great
- Code: Breaker - par Akimine Kamijyo
- Alive (manga) - par Tadashi Kawashima (Scénario) and Adachitoka (dessin)
- Dragon Eye - par Kairi Fujiyama
- Eternal Sabbath - par Fuyumi Soryo
- Fairy Navigator Runa - par Miyoko Ikeda (Scénario) and Michiyo Kikuta (dessin)
- Fairy Tail - par Hiro Mashima
- Free Collars Kingdom - par Takuya Fujima
- Gacha Gacha - par Hiroyuki Tamakoshi
- Gacha Gacha: The Next Revolution - par Hiroyuki Tamakoshi
- Gakuen Prince - par Jun Yuzuki
- Gankutsuou - par Mahiro Maeda
- Genshiken - par Shimoku Kio
- Ghost Hunt - par Shiho Inada (Scénario and dessin) and Fuyumi Ono (original novel)
- Guru Guru Pon-chan - par Satomi Ikezawa
- Haridama Magic Cram School par Atsushi Suzumi
- Hell Girl (Jigoku Shōjo) - par Miyuki Eto
- Kagetora - par Akira Segami
- Kamichama Karin Chu - par Koge-Donbo
- Kasumi (Manga) - par Surt Lim (Scénario) and Hirofumi Sugimoto (dessin)
- Kitchen Princess - par Miyuki Kobayashi (Scénario) and Natsumi Ando (dessin)
- Koko ni iru yo! - par Ema Toyama
- Kujibiki Unbalance - par Kio Shimoku (Scénario) and Kōme Keito (dessin)
- Kurogane - par Kei Tōme
- Le Chevalier D'Eon - par Tow Ubukata (original creator) and Kiriko Yumeji (dessin)
- Love Roma - par Minoru Toyoda
- Mamotte! Lollipop - par Michiyo Kikuta
- Mao-Chan - par Ken Akamatsu (Scénario) and RAN (dessin)
- Me and the Devil Blues - par Akira Hiramoto
- Mermaid Melody Pichi Pichi Pitch - par Michiko Yokote (Scénario) and Pink Hanamori (dessin)
- Minima! - par Machiko Sakurai
- Mobile Suit Gundam SEED Destiny - par Masatsuga Iwase
- Moyasimon – par Masayuki Ishikawa
- Mushishi - par Yuki Urushibara
- My Heavenly Hockey Club - par Ai Morinaga
- Shin Negima!? - par Ken Akamatsu (Scénario) and Takuya Fujiyama (dessin)
- Nodame Cantabile - par Tomoko Ninomiya
- Othello - par Satomi Ikezawa
- Papillon - par Miwa Ueda
- Parasite (Kiseiju) - par Hitoshi Iwaaki
- Pastel - par Toshihiko Kobayashi
- Pink Innocent - par Kotori Momoyuki
- Princess Resurrection (Kaibutsu Ōjo) - par Yasunori Mitsunaga
- Psycho Busters - par Yuya Aoki (Scénario) and Akinari Nao (dessin)
- Pumpkin Scissors - par Ryōtarō Iwanaga
- Q·Ko-Chan: The Edessinh Invader Girl - par Hajime Ueda
- Rave Master - par Hiro Mashima
- Samurai 7 - par Akira Kurosawa
- Sayonara Zetsubō Sensei - par Kōji Kumeta
- School Rumble - par Jin Kobayashi
- Shiki Tsukai - par Tōru Zekū
- Shugo Chara! - par Peach-Pit
- Sugar Sugar Rune - par Moyoco Anno
- Densha otoko (Densha Otoko) - par Michiko Ocha
- Yamato Nadeshiko (also known as Perfect Girl Evolution or My Fair Lady) - par Tomoko Hayakawa
- Phoenix Wright: Ace Attorney (based on the Nintendo DS game series) - par Kenji Kuroda
- Yokaiden par Nina Matsumoto
- Yozakura Qudessinet par Suzuhito Yasuda

### Titres de Mangas Adultes
Au début de décembre 2005, il a été annoncé que Del Rey Manga commencerait la publication de mangas destinés à un public adulte. Cette publication comprenait :
- Basilisk - par Futaro Yamada (Scénario) et Masaki Segawa (dessin)
- The Yagyu Ninja Scrolls - par Masaki Segawa
- Suzuka - par Kōji Seo

### Titres Amerimanga
Dey Rey publia également les Amerimanga (mangas originaux en langue anglaise) suivants :
- Avril Lavigne's Make 5 Wishes
- Bakugan Battle Brawlers
- Ben 10: Alien Force
- In Odd We Trust
- Yōkaiden
- King of RPGs

## Marvel
Au Festival de l'Anime à New-York, il a été annoncé que Del Rey Manga s'associerait avec Marvel Comics pour produire des versions manga de leurs titres Titles confirmed,, dont :
- Wolverine: Prodigal Son écrit par Antony Johnston, dessiné par Wilson Tortosa
- X-Men Misfits écrit par Raina Telgemeier and Dave Roman, écrit par Anzu